# Hierokracja

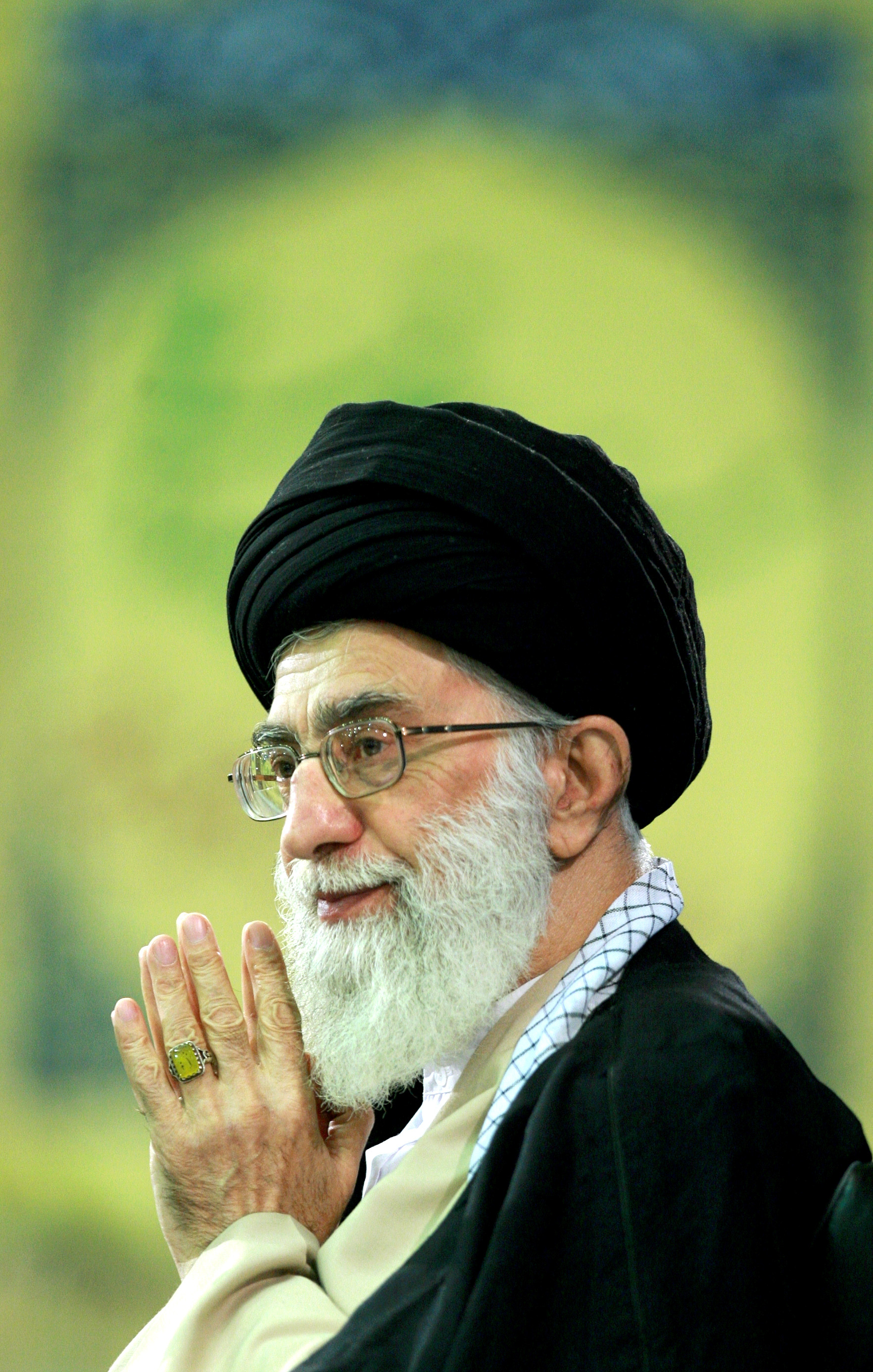
Wielki Ajatollah Sayed Ali Chamenei – Najwyższy Przywódca Islamskiej Republiki Iranu

Hierokracja (gr. hierós „święty, potężny” + krátos „władza”) – w naukach politycznych: system ustrojowy państwa, w którym władzę sprawują kapłani. Uzyskiwali oni legitymizację swojej władzy z samego faktu bycia religijnymi przedstawicielami. Hierokracja powstała w pierwszych wspólnotach o charakterze państwowym, które miały swój początek w rejonie Mezopotamii.

## Hierokracja współcześnie
Obecnie elementy ustroju hierokratycznego (określanego również mianem teokracji) występują sporadycznie w następujących państwach i terytoriach autonomicznych:
- Andora – jest to państwo katolickie „w połowie” hierokratyczne, gdyż biskup La Seu d’Urgell jest współksięciem episkopalnym Andory – obecnie jest nim Josep-Lluís Serrano Pentinat, który pełni zwierzchnictwo nad Andorą wraz ze współksięciem francuskim (prezydentem Francji)
- Athos – Góra Athos, Święta Góra (nowogr. Agio Oros) autonomiczna republika prawosławnych mnichów na Półwyspie Chalcydyckim w ramach Grecji – władze sprawuje tam Święta Wspólnota (gr. Iera Koinotita) złożona z 20 przedstawicieli klasztorów, na czele której stoi Protos.
- Iran – Islamska hierokracja istnieje od 1979 w Iranie, gdzie najwyżsi przywódcy Iranu pełnią najwyższe stanowisko w państwie – obecnie jest to Ali Chamenei.
- Watykan i Stolica Apostolska – stanowią państwa (suwerenne podmioty prawa międzynarodowego) o ustroju hierokratycznym złączone ze sobą ścisłą unią personalną i funkcjonalną. Ich głową jest Papież.
- Zakon Maltański – suwerenny podmiot prawa międzynarodowego o cechach państwa zakonnego (m.in. stosunki dyplomatyczne z 104 państwami). Na jego czele stoi Wielki Mistrz, obecnie jest nim John T. Dunlap[1][2].
- Afganistan miał ustrój hierokratyczny w latach 1996–2001 oraz obecnie od 2021 r. pod rządami talibów, głową państwa jest Hibatullah Achundzada, który był tytułowany jako amir ul-mu'minin (arab. „wódz wiernych”).
- Zjednoczone Królestwo – w Izbie Lordów zasiadają najwyżsi hierarchowie Kościoła anglikańskiego, będący ex officio lordami duchownymi.

Rząd bez międzynarodowego uznania:
- Państwo Islamskie – Rządzona przez islamskich fundamentalistów hierokracja została proklamowana 29 czerwca 2014 r. na terenie Syrii i Iraku.
- Centralny Rząd Tybetański – ustrój o charakterze buddyjskiej hierokracji występuje też w Centralnym Rządzie Tybetańskim stanowiącym emigracyjne przedstawicielstwo Tybetu, z XIV Dalajlamą Tenzinem Gjaco jako zwierzchnikiem.

Duchowni jako głowy państw niemających ustroju hierokratycznego:
- Henryk I Kardynał – król Portugalii w l. 1578–1580, kardynał kościoła rzymskokatolickiego
- Thomas François Burgers – prezydent Transwalu w l. 1871–1877, pastor ewangelicko-reformowany
- Fernando Arturo de Meriño – prezydent Dominikany w l. 1880–1882, kapłan katolicki, w późniejszym okresie biskup
- James A. Garfield – prezydent USA w 1888, pastor zboru Uczniów Chrystusa, zawiesił pełnienie funkcji duchownych po objęciu prezydentury
- Aleksander Kakowski – współregent Królestwa Polskiego (członek Rady Regencyjnej) w l. 1917–1918, duchowny katolicki, arcybiskup metropolita warszawski w l. 1913–1938
- Fan Noli – regent Albanii w 1924, od 1908 biskup Albańskiego Autokefalicznego Kościoła Prawosławnego w Ameryce
- Miron Cristea – współregent Rumunii w l. 1927–1930, 1925–1939 Patriarcha Rumuńskiego Kościoła Prawosławnego
- Józef Tiso – prezydent Słowacji w. 1939–1945, kapłan katolicki (wyświęcony w 1910)
- Augustyn Wołoszyn – prezydent Ukrainy Karpackiej w marcu 1939, duchowny greckokatolicki
- Damaskinos – regent Grecji w l. 1944–1946 (oraz premier w 1945), w l. 1941–1949 prawosławny arcybiskup Aten i całej Grecji, zwierzchnik Greckiego Kościoła Prawosławnego
- Makarios III – prezydent Cypru w l. 1960–1977, prawosławny arcybiskup Nowej Justyniany i całego Cypru, zwierzchnik Cypryjskiego Kościoła Prawosławnego (1950–1977)
- Canaan Banana – prezydent Zimbabwe w l. 1980–1987, od 1962 pastor metodystyczny
- Jean-Bertrand Aristide – prezydent Haiti w latach 1991–1996, duchowny katolicki wyświęcony na kapłana w 1982, w 1994 porzucił stan kapłański
- John Bani – prezydent Vanuatu w l. 1999–2004, duchowny anglikański
- Fernando Lugo – prezydent Paragwaju w l. 2008–2012, duchowny katolicki, w l. 1994–2005 biskup diecezjalny San Pietro, suspendowany przez Stolicę Apostolską w 2005, sekularyzowany w 2008.
- Ołeksandr Turczynow – w 2014 pełniący obowiązki prezydenta Ukrainy, kaznodzieja Kościoła ewangelicznych chrześcijan-baptystów.
- Joachim Gauck – prezydent Niemiec w l. 2012–2017, duchowny luterański (ordynowany na pastora w 1965, obecnie nie sprawuje posługi)

W Rzeczypospolitej Obojga Narodów w latach 1572–1764 każdorazowy prymas Polski pełnił funkcję interrexa – tymczasowej głowy państwa sprawującej regencję w okresie bezkrólewia.